# Walter Bonatti
Walter Bonatti, conhecido também como Walter Bonatti Askole (Bérgamo, 22 de junho de 1930 – Roma, 13 de setembro de 2011) foi um alpinista, guia de alta montanha, jornalista e fotógrafo italiano.
Depois de uma grande carreira, abandona o alpinismo em 1965 acabando em beleza na face norte do Cervin onde; depois de ter aberto uma nova via, fazendo uma primeira, numa via directa, numa invernal, em solitário...

## Começo

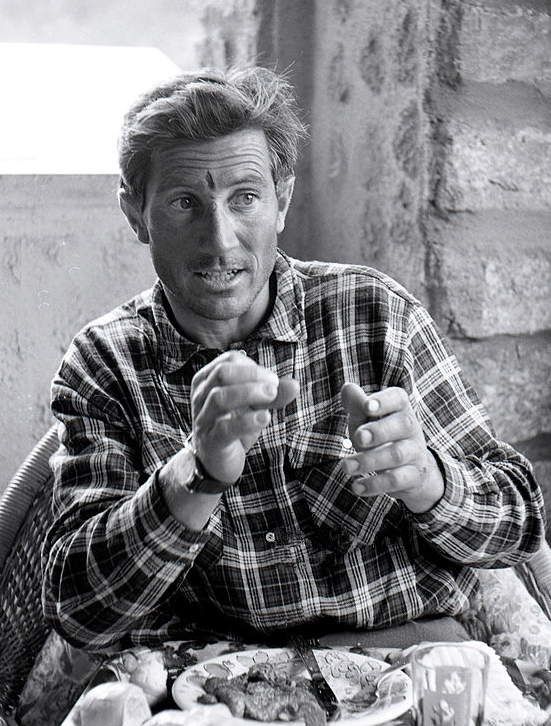
Walter Bonatti em 1964

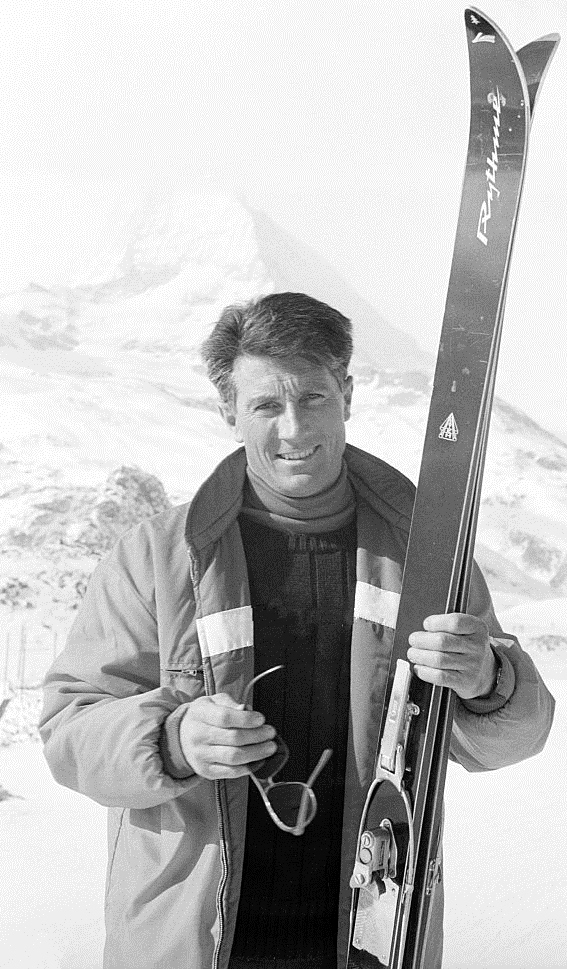
Walter Bonatti em 1965

Em 1948, com 18 anos, convidam-no a fazer uma escalada e essa subida tornou-se uma paixão, pois no ano seguinte já fazia a face oeste de Aiguille Noire de Peuterey,  e o ponta Walker nas Grandes Jorasses.
Em 1951, faz uma primeira no maciço do Monte Branco;  a face este do Grand Capucin com Luciano Ghigo. Depois dessa ascensão, o grande alpinista francês  Gaston Rébuffat dirá que foi "a maior feito conseguido até então numa montanha, uma façanha de que o alpinismo italiano se pode orgulhar".
Em 1953 depois de ter abertos vários itinerários nas Tre Cime di Lavaredo nas Dolomitas obtém o diploma de guia de alta montanha.

## K2
Nesse mesmo ano é seleccionado para participar numa expedição italiana ao K2 (8 611 m) nos Himalaias pelo que é o mais jovem de um conjunto de 11 alpinistas. Infelizmente, depois da expedição é acusado de ter utilizado garrafas de oxigénio que levou até ao campo IX, e que deveriam servir ao assalto final. Bonatti desde logo começou o seu combate para restabelecer a verdade, mas só 50 anos mais tarde é que são dadas provas irrefutáveis da sua versão como nunca tinha usado nenhuma garrafa e o Clube alpino italiano, depois de o ter acusado no início, anuncia finalmente a versão oficial dos feitos.

## Alpinista
Em Agosto de 1955, passa seis dias no pilar sudoeste das Drus, em solitário, para abrir uma nova via que ficará com o seu nome, a Coluna Bonatti.
Em 1961, Walter Bonatti com  Pierre Mazeaud e Roberto Gallieni são os únicos sobreviventes de uma ascensão no maciço do Monte Branco, onde morrem Andrea Oggioni, Pierre Kohlmann, Robert Guillaume e Antoine Vieille, e que ficará conhecida como a tragédia do Pilar central du Frêney.
Não contente com o Clube alpino italiano afasta-se dele aos poucos e acaba. Tentado pelo Cervin, e depois de ter esperado muito tempo por companheiros de cordada que não de decidiam, parte em solitário à conquista da montanha de onde saí passados três dias depois de ter aberto uma nova via, fazendo uma primeira, numa via directa, numa invernal, em solitário...

## História
Na ocasião da primeira feita por ele, e com  Toni Gobbi, ao Grand Pilier d'Angle,  afirmou: Ela é sem dúvida a parede mista, rocha-gelo, mais sombria, mais selvagem e a mais perigosa que já observem nos Alpes.

## Principais ascensões
- 1949 : face noroeste do Piz Badile, face oeste da Aiguille Noire de Peuterey, esporão Walker nas Grandes Jorasses
- 1951 : primeira da face este do Grand Capucin
- 1953 : primeira invernal da face norte da Cima Ovest di Lavaredo, segunda da Cima Grande di Lavaredo, com Carlo Mauri
- 1954 : participação à expedição italiana vitoriosa do K2 onde ficou abandonado de noite a 8 000 m
- 1955 : primeira em solitário, du pilar sudoeste Bonatti no Petit Dru
- 1956 : travessia integral dos Alpes a esqui, e invernal da Brenva, na vertente italiana do Monte Branco
- 1957 : primeira do esporão nordeste do Grand Pilier d'Angle, na vertente italiana do Monte Branco
- 1958 : Gasherbrum IV acpm Carlo Mauri
- 1959 : primeira do pilier Rouge du Brouillard, na vertente italiana do Monte Branco
- 1961 : primeira do  Nevado Rondoy nordte na Cordilheira dos Andes
- 1961 : tentativa do pilar central do Frêney, na vertente italiana do Monte Branco, que se termina com a trágica morte de Oggioni, Gallieni e a equipa de Mazeaud
- 1962 : primeira no funil do pilier d'Angle, na vertente italiana do Monte Branco
- 1963 : primeira invernal no esporão Walker das Grandes Jorasses
- 1965 : abertura no Cervin de uma nova via, fazendo uma primeira, numa via directa, numa invernal, em solitário, para finalizar a sua carreira de alpinista

## Livros
(segundo a versão francesa)
- Hautes terres, éditions Guérin, collection Beaux Livres, 2006 (ISBN 2352210046). Recueil de photos.
- K2, la vérité, éditions Guérin, collection Terra Nova, 2004 (ISBN 2911755758)
- Montagnes d'une vie, éditions Guérin, collection Texte & Images, 2001 (ISBN 2911755456)
- Autobiographie sur sa vie d'alpiniste Arthaud, Paris, 1997 (ISBN 2-7003-1144-2)
- L'affaire du K2, éditions Guérin, collection Terra Nova, 2001 (ISBN 2911755464)
- En terre lointaine, Arthaud, 1999 (ISBN 2700312309)
- Un modo di essere, Dal'Oglio, 1989, esgotado
- La Patagonie, Denoël, 1986, esgotado
- Adieu Amazonie, Denoël, 1986, esgotado
- Processo al K2, Baldini, 1985, esgotado
- La Magie du Mont-Blanc, Denoël, 1984 (ISBN 2207230767)
- I Giorni Grandi, Arnoldo Mondadori Editore, Verona, 1971
- A mes montagnes, Arthaud, 1962, esgotado